# Антоніо Родрігес Мартінес
Антоніо Родрігес Мартінес (ісп. Antonio Rodríguez Martínez, нар. 17 грудня 1979, Аліканте), відомий як Тоньйо (ісп. Toño) — іспанський футболіст, що грав на позиції воротаря, насамперед за «Расінг» (Сантандер).

## Ігрова кар'єра
У дорослому футболі дебютував 2000 року виступами у третьому іспанському дивізіоні за «Еркулес», за три сезони взяв участь у 57 матчах чемпіонату.
Згодом у 2003–2005 роках був основним голкіпером друголігового «Рекреатіво». У своєму першому сезоні у цій команді став володарем Трофея Самори для воротарів Сегунди — пропускав у середньому за матч найменше серед усіх голкіперів турніру (лише 19 пропущених у 28 іграх).
На початку 2005 року перейшов до вищолігового «Расінга» (Сантандер), де протягом року був резервним воротарем. Другу половину сезону 2005/06 проводив в оренді у тому ж «Рекреатіво», якому допоміг здобути підвищення в класі до Ла-Ліги. Сам же Тоньйо влітку 2007 року повернувся до «Расінга», де протягом наступних шести сезонів був основним голкіпером команди.
У 2012–2014 роках провів по сезону за також вищолігові «Гранаду» та «Ельче», а завершував кар'єру у  «Райо Вальєкано», де відіграв заключні чотири сезони кар'єри, по два у Прімері та Сегунді.

## Титули і досягнення
- Володар Трофея Самори (Сегунда): 2003/04